# Mullaghareirk Mountains
Mullaghareirk Mountains är en bergskedja i republiken Irland.   Den ligger i grevskapet County Cork och provinsen Munster, i den sydvästra delen av landet, 220 km sydväst om huvudstaden Dublin.